# Le Dibbouk

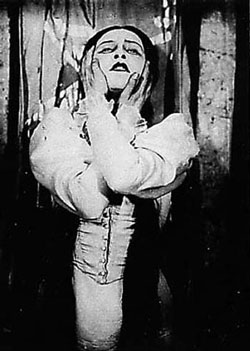
Hanna Rovina jouant Léa dans Le Dibbouk vers 1920.

Le Dibbouk (ou Entre deux mondes ; en yiddish : דער דיבוק אדער צווישן צוויי וועלטן) est un drame en trois actes rédigé en yiddish par Shalom Anski, de son vrai Shloïme-Zaïnvl Rappoport, et créé à Vilna en 1917. Il s'inspire du thème folklorique du dibbouk qui est, dans la tradition juive kabbaliste, un esprit qui entre dans le corps d'un vivant pour le posséder, à la suite d'une erreur ou d'une mauvaise action.
Shalom Anski, ethnographe russe, rédigea cette pièce d'abord en langue russe. Puis, lorsqu'il la montra au metteur en scène moscovite Constantin Stanislavski, celui-ci lui conseilla de la réécrire en yiddish, afin qu'elle puisse être jouée d'une manière authentique par des acteurs juifs. Le Dibbouk est une pièce essentielle dans l'histoire du théâtre yiddish. Son auteur s'est fondé sur des années de recherches dans les shtetls en Russie et en Ukraine, où il s'est documenté sur les croyances et contes des juifs hassidiques.

## Argument
Nissan et Sender se sont liés d'une amitié fervente à l'occasion d'une rencontre de Hassidim, autour du puissant Tsadik de Miropol, dans le sud-ouest polono-lituanien. Ils décident de se lier durablement par un serment solennel : si leurs épouses, enceintes au même moment, devaient respectivement donner naissance à une fille et à un garçon, ils marieraient entre eux leurs descendants. Mais Nissan meurt avant même la naissance de son fils. Quant à Sender, il oublie bientôt la promesse et, lorsque arrive, quelques années plus tard, le temps de chercher un parti pour sa fille, il se tourne vers de riches prétendants. Les deux jeunes gens, qui ont grandi séparément, ignorent tout du lien secret qui devrait les unir. Hanan, étudiant famélique, erre sur les routes, de yeshiva en yeshiva, rayonnant du feu extatique de son désir d'apprendre tandis que la belle et mélancolique Léa, enfant gâtée d'une prison dorée (sa mère est morte en lui donnant naissance), se résigne à un mariage de raison.
C'est alors que ce qui était joué se déjoue et que ce qui était dénoué se noue. De passage à Braïnitz, où réside la famille de la jeune fille, Hanan tombe amoureux de Léa dès qu'il la voit. La chaste jeune fille ose lever les yeux sur lui dans la synagogue et reconnaît aussitôt en lui son véritable fiancé. Bien entendu, le père, égoïste et avare, ne veut rien entendre de la passion qu'éprouvent l'un pour l'autre sa fille et le jeune indigent. Certains indices ramènent, cependant, à sa mémoire l'ancienne promesse. Que faire ? il est déjà trop tard, le destin a emprunté d'autres voies…
Désespéré, Hanan se livre à des activités cabalistiques pour tenter d'obtenir l'or qui seul, pense-t-il, parviendra à faire fléchir le cœur endurci de Sender. En fait, l'apprenti-sorcier se révèle incapable de maîtriser les puissances qu'il éveille et, subissant le châtiment réservé à celui qui fait mauvais usage des formules sacrées, tombe foudroyé. Ce terme brutal ne signifie pas pour autant la fin de ses souffrances. Privée de son corps et même de son nom, l'âme du mort reste captive de sa passion inassouvie, condamnée à flotter « entre deux mondes ».
Léa devra épouser le fiancé qu'on a choisi pour elle et qu'elle n'aime pas. Imprudemment, elle se rend au cimetière pour inviter Hanan à la célébration de ses noces. C'est l'occasion que le dibbouk saisit pour posséder le corps de la jeune vierge. Léa porte désormais deux âmes en elle et, le moment venu de la cérémonie nuptiale, c'est la voix de Hanan qu'on entend jaillir de sa bouche et hurler, au milieu de la consternation générale, son refus du consentement solennel.
S'ensuivent de cruelles séances d'exorcisme, menées de main de maître par Azriel, le rabbin miraculeux dont la puissance est faiblesse et la faiblesse puissance. Les conjurations restent d'abord sans effet puis, à l'issue d'un terrifiant affrontement de forces invisibles, le juge finit par triompher et obtient la séparation des deux âmes, au détriment de la pauvre Léïélé qui ne survivra pas à cette amputation psychique. Léa rejoint la Voix dans la mort au moment où l'on entend la musique des noces.
C'est ainsi que la promesse, non tenue sur la terre, se réalise dans l'au-delà, conférant au couple des amoureux juifs un statut comparable à celui qu'occupent, par ailleurs, Tristan et Iseut ou Roméo et Juliette.

## Un extrait de la pièce
Léa : j'entends ta voix, mais je ne vois pas ton visage
La Voix : tu es séparée de moi par un cercle magique
Léa : qui es-tu ?
La Voix : j'ai oublié, mais je me souviens de moi à travers tes pensées

## Autour de la pièce

### Théâtre
C'est en russe que la pièce fut écrite dans sa première version. Anski la présenta à Constantin Stanislavski, le légendaire directeur du Théâtre d'art de Moscou, qui l'apprécia beaucoup et encouragea Anski à la traduire en yiddish, afin qu'elle pût être exécutée « de façon authentique » par une troupe juive. Anski mourut le 8 novembre 1920, et ne put voir la pièce en représentation professionnelle. En hommage à Anski, une mise en scène de la pièce fut préparée par une troupe d'acteurs de Vilna au cours de la période de deuil de 30 jours qui suivit sa mort, et, le 9 décembre 1920, eut lieu la première à l'Elyseum Teatr de Varsovie avec dans le rôle-titre, Miriam Orleska. Ce fut le plus grand succès de la troupe de Vilna. Un an après la première à Varsovie, la pièce fut de nouveau produite par Maurice Schwartz, au New York City's Yiddish Art Theatre, et quelques mois plus tard, elle fut traduite en hébreu par Haïm Nahman Bialik à Moscou et mise en scène par la troupe Habima en 1922, sous la direction d'Evgueny Vakhtangov. En 1928, Gaston Baty monte la pièce au Studio des Champs-Élysées à Paris.
Jusqu'à maintenant, Le Dibbouk est resté une pièce culte du théâtre Habima, le Théâtre national d'Israël. La Royal Shakespeare Company a mis en scène une traduction en anglais de Mira Rafalowicz, sous la direction de Katie Mitchell, en 1992. En France, la pièce est reprise notamment en 2004, par Daniel Mesguich et par Krzysztof Warlikowski.

### Cinéma
En 1937, la pièce a également été adaptée en un film tourné en yiddish, un des rares qui aient subsisté. Avec quelques modifications dans l'intrigue, l'œuvre fut filmée à Varsovie et à Kazimierz sous la direction de Michał Waszyński, avec Lili Liliana dans le rôle de Leah, Leon Liebgold dans celui de Hannan (Channon, dans l'anglais des sous-titres) ; Avrom Morevski jouait le rabbin Azrael Ben Hodos. Le film ajoute un acte supplémentaire qui précède ceux de la pièce originale : il montre l'étroite amitié qui unissait dans leur jeunesse Sender et Nisn. Eve Sicular a fait remarquer que leur relation a un parfum d'homosexualité et que Waszyński « était lui-même porté vers son propre sexe ».
Outre la langue du film elle-même, Der Dibbuk est noté chez les historiens du cinéma pour le caractère frappant de la scène du mariage de Leah, tournée dans le style de l'expressionnisme allemand. Le film est considéré comme un des plus beaux en langue yiddish.
En 1998 fut tourné Le Dibbouk, film israélien de Yossi Sommer.

### Musique
Entre autres richesses du folklore yiddish, Shalom Anski avait recueilli une mélodie traditionnelle qu'il intégra dans sa pièce. En assistant à une représentation du Dibbouk à New York en 1929, Aaron Copland fut frappé par cette mélodie et en développa le thème dans un trio avec piano intitulé Vitebsk, du nom de la ville natale de Shalom Anski.
En 1974, Leonard Bernstein écrivit une musique de ballet, Dybbuk, d'après la pièce.
En 2005, Rachel Michali composa un opéra, The Dybbuk, à partir du film de Michał Waszyński.

## Éditions francophones
- An-Ski, Le Dibbouk, traduit du yiddish par Nina Gourfinkel et Arié Mambush, L'Arche, coll. « Scène ouverte », 2024, 80 pages.  (ISBN 9782381980713)